# Никитин, Николай Иванович (историк)
Никола́й Ива́нович Ники́тин (род. 10 мая 1946) — советский и российский историк. Кандидат исторических наук (1976). Ведущий научный сотрудник Центра истории русского феодализма Института российской истории РАН.

## Биография
В 1970 году окончил Исторический факультет Московского государственного университета.
С 1974 — младший научный сотрудник Института истории СССР Академии наук СССР (ИИ СССР АН СССР, ныне — Институт российской истории РАН).
С 1976 — кандидат исторических наук; тема диссертации: «Военно-служилые люди Западной Сибири XVII в.: (Из истории классово-сословного строя позднефеодальной России)».
В 1981—1987 — учёный секретарь сектора истории СССР периода феодализма ИИ СССР АН СССР.
С 1986 — старший научный сотрудник Института истории СССР (в наст. вр. внс ИРИ РАН).
С 1993 — член редколлегии журнала «Преподавание истории в школе» (ПИШ).
Научная сфера: отечественная история, краеведение, демография, историография, археография; экономическая, социальная и политическая история России, Сибири XVI—XVII вв., история войн, армии и флота; история казачества; историческая биография.

## Основные публикации
- Никитин Н. И. Военно-служилые люди и освоение Сибири в XVII в. // История СССР. 1980. № 2.
- Никитин Н. И. О происхождении, структуре и социальной природе сообществ русских казаков XVI—середины XVII вв. // История СССР. 1986. № 4.
- Никитин Н. И. Сибирская эпопея XVII века: Начало освоения Сибири русскими людьми. — М.: Наука, 1987. — 176 с. — (Страницы истории нашей Родины). — 50 000 экз.
- Никитин Н. И. Освоение Сибири в XVII веке. — М.: Просвещение, 1990. — 144 с. — 100 000 экз. — ISBN 5-09-002832-X.
- Никитин Н. И. Землепроходец Семён Дежнёв и его время. — М.: Российская политическая энциклопедия (РОССПЭН), 1998. — 192 с. — 1500 экз. — ISBN 5-8243-0018-6.
- Никитин Н. И. Русская колонизация с древнейших времён до начала XX века (исторический обзор) / Институт российской истории РАН. — М.: ИРИ РАН, 2010. — 224 с. — 300 экз. — ISBN 978-5-8055-0224-9. (обл.)
- Никитин Н. И. Расширение территории как геополитический фактор российской государственности: концептуальные вопросы; Взаимоотношения с вольным казачеством и вхождение казачьих областей в состав России; Присоединение Сибири; Историческое значение территориального роста России // Российская Империя от истоков до начала XIX века. Очерки социально-политической и экономической истории / Редакторы: А. И. Аксёнов, Я. Е. Водарский, Н. И. Никитин, Н. М. Рогожин. — М.: Русская панорама, 2011. — 880 с. — 1000 экз. — ISBN 978-5-93165-267-2.
- Никитин Д. Н., Никитин Н. И. Покорение Сибири. Войны и походы конца ХVI — начала XVIII века. —  М.: Русские витязи, 2016. — 124 с.: ил. —  (Ратное дело). — ISBN 978-5-9906037-7-6.